# Campazzo
Campazzo (Campas in dialetto bresciano) è una frazione del comune italiano di Pontevico, in provincia di Brescia, nella regione Lombardia.

## Geografia fisica
Il territorio è ricoperto quasi totalmente da campi coltivati, la fertilità dei terreni è elevata soprattutto per via della presenza di un sollevamento artificiale dell'acqua dello Strone; tanto che Ottavio Rossi definì "perfetti" i campi del Campazzo:
(Ottavio Rossi, Memorie Bresciane)

### Idrografia
Al borgo di Campazzo arriva la roggia Ugona, canale derivante dalla roggia Provaglia, acquistato dalla famiglia Ugoni per migliorare l'irrigazioni del proprio latifondo.

## Origine del nome
Il nome di Campazzo deriva probabilmente da campaccio.

## Storia
Anticamente, sul territorio era presente una chiesetta dedicata a San Pietro, in stato di rovina già nel 1565. In questo periodo, il centro abitato contava 400 abitanti e vantava la presenza di un cappellano, tanto che i nobili Ugoni facevano istanza perché fosse istituita una rettoria autonoma da Pontevico.
Nell'Ottocento alcuni esponenti della nobile famiglia Ugoni furono arrestati dagli austriaci con l'accusa "di aver creato nel Campazzo di Pontevico un covo di cospirazione". Si dice inoltre che all'interno di palazzo Ugoni fu ospite Tito Speri.

## Monumenti e luoghi d'interesse
All'interno del borgo sono presenti due i palazzi importanti citati nelle Dimore di F. Lechi: palazzo Simonelli, con aia ancora pavimentata in cotto, e palazzo Ugoni–Molin–Salvadego, in grave stato di degrado. Provenendo da Bettegno, sul lato destro si può notare la torretta a forma poligonale, databile agli inizi del 1600, incorporata nel complesso architettonico che fu dei nobili Ugoni.

### Architetture civili

#### Palazzo Simonelli
Il Palazzo, nonostante nella forma attuale sia in stile seicentesco, risale al XIV secolo. L'edificio, nonostante la modesta facciata, presenta un interno particolarmente pregiato, con una vasta aia delimitata da barchesse e un loggiato in legno.

#### Palazzo Ugoni
Edificato nel 1671 da Flaminio Ugoni, è un esempio di edificio seicentesco nella bassa bresciana. Il palazzo diviso su due livelli si presenta con un portale centrale in bugnato, finestre semplici ed un cornicione. Nel luglio 1821, venne perquisita dalla polizia austriaca: in quel periodo, infatti, Filippo Ugoni l'aveva trasformata in un covo di carbonari. Camillo Ugoni visse gli ultimi anni della sua vita al suo interno, dove si spense nel febbraio 1855.

### Architetture religiose

#### Chiesa di San Vitale
Fu edificata dagli Ugoni nel 1555. Il fabbricato è a pianta rettangolare e orientato verso nord, presenta una facciata triangolare. L'interno della chiesa presenta una navata unica che termina in un presbiterio a pianta rettangolare, decorato con una pala d'altare raffigurante la Vergine in gloria e San Vitale con i figli Gervasio e Protasio martiri; le superfici sono ornate da rilievi e pitture murali. L'elevato numero di finestre a tutto sesto presenti all'interno della struttura e la presenza di tre grandi aperture lungo la facciata, offrono un'illuminazione naturale durante il giorno. Il campanile è collocato nel lato sud dell'edificio e presenta una forma quadrata.
Nel 1907 la chiesa ottenne il fonte battesimale: fino ad allora, i neonati del borgo dovevano essere battezzati a Pontevico.